# Château du Fresne (Auverse)
Le château du Fresne est un château situé à Auverse, en France.

## Localisation
Le château est situé dans le département français de Maine-et-Loire, sur la commune d'Auverse.

## Description
La plus belle avenue seigneuriale d’Anjou et la merveilleuse chapelle Renaissance témoignent à elles seules de l’existence ancienne en ce lieu d’un important château que les notes de Celestin Port et le cadastre napoléonien rappellent par quelques traits.
Le château bâti au XVIIIe siècle était encore « précédé d’une grande cour d’honneur avec haute grille demi-circulaire, dont il ne reste plus que les huit supports. À gauche, dans la cour, un porche ouvrait sur une deuxième cour, contenant des écuries pour 30 à 40 chevaux, une grande boulangerie, un puits, deux grands viviers pavés servant d’abreuvoir et contenant du poisson; à la suite, une troisième grande cour, avec autre grand vivier, fuie et logement métayer ; dans la première cour, à droite La Chapelle, fondée sous l’invocation de Saint Claude le 28 octobre 1572

## Historique
Plusieurs propriétaires occupèrent le Fresne depuis le Moyen Âge quand y réside la famille du Fresne jusqu’au mariage, en 1416, de Marie du Fresne avec Pierre d'Anthenaise. En 1639, une nouvelle alliance fait passer cette terre dans la famille Girard de Charnacé dont l’un des membres, Jacques-Philippe, propriétaire du Fresne, passe à la prospérité par ses frasques relatées par Saint Simon avec de savoureux commentaires. Le 31 mai 1724, sa fille Renée de Charnacé, devenue Mme de Ségur de Périval vend le Fresne à Pierre Leclerc de la Manourière, conseiller au parlement de Paris qui n’y réside pas.
Le 25 janvier 1758, Claude Guillaume Lambert, conseiller du roi, maître des requêtes ordinaires, qui s’en dessaisit vingt ans plus tard ; c’est cependant à lui que revient la construction de l’actuel château (1768)
…Puis, le marquis de Champagné (1727 - 
Vente le 25 pluviôse an XI. Transmis depuis cette date, par succession à deux anciennes familles d’Anjou: Esnault de la Devansaye puis comte de Jourdan-Savonnières.
L'édifice est inscrit au titre des monuments historiques en 1999.